# Thoriq Alkatiri

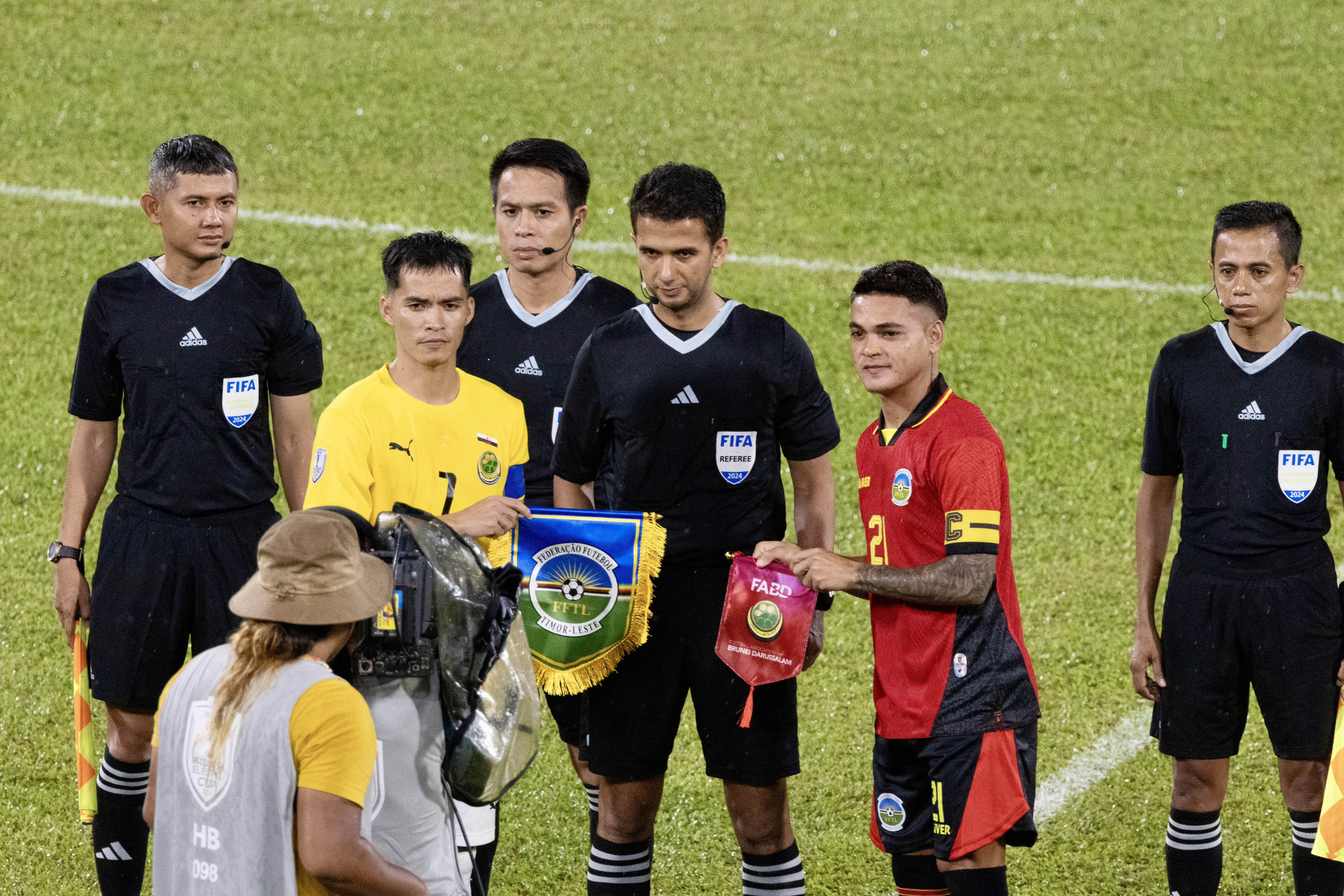
Thoriq Alkatiri (Mitte) vor dem Qualifikationsspiel zur Südostasienmeisterschaft 2024

Thoriq Munir Alkatiri (* 19. November 1988) ist ein indonesischer Fußballschiedsrichter.
Alkatiri leitet seit vielen Jahren Spiele in der indonesischen Liga 1 und hatte in dieser bereits über 100 Einsätze. In der Saison 2021/22 wurde er als bester Schiedsrichter ausgezeichnet.
Seit 2014 steht Alkatiri auf der Liste der FIFA-Schiedsrichter und leitet internationale Fußballpartien, unter anderem in der AFC Champions League und im AFC Cup.
Alkatiri war als Schiedsrichter unter anderem bei den Pazifikspielen 2019 in Samoa, bei den Asienspielen 2022 in China, bei der U-17-Asienmeisterschaft 2023 in Thailand und bei der U-20-Asienmeisterschaft 2025 in China, in der asiatischen Qualifikation für die Weltmeisterschaften 2022 und 2026 sowie bei diversen Qualifikations- und Freundschaftsspielen im Einsatz. Zudem war er Vierter Offizieller bei der Südostasienmeisterschaft 2024.